# Quercypsitta
La quercypsitta (gen. Quercypsitta) è un uccello estinto, imparentato con i pappagalli. Visse nell'Eocene superiore (circa 37-34 milioni di anni fa) e i suoi resti sono stati ritrovati nelle famose fosforiti di Quercy, in Francia.

## Classificazione
Noto per alcuni resti frammentari (che includono ossa delle zampe, delle ali e un coracoide), questo genere è stato ascritto agli psittaciformi, l'ordine di uccelli al quale appartengono i pappagalli, a causa della notevole somiglianza delle ossa delle zampe. In ogni caso, Quercypsitta sembra abbastanza distinto dagli odierni pappagalli da essere posto in una famiglia a parte, i Quercypsittidae. Sembra che questi uccelli formassero un ramo collaterale di pappagalli, che si diffuse in Europa nel corso dell'Eocene e si estinse solo nel Miocene. La scomparsa di questi animali coincise con un periodo di raffreddamento globale; nel frattempo alcuni stretti parenti di Quercypsitta avevano già colonizzato Asia e Africa, zone del mondo che mantennero una temperatura più calda, a sud della zona abitata dai Quercypsittidae.

## Specie
Al genere Quercypsitta sono state ascritte due specie: Q. sudrei, la specie tipo, è conosciuta per ossa delle zampe e delle ali, mentre Q. ivani è conosciuta solo per un coracoide. In mancanza di elementi per una comparazione tra le due forme, quindi, non c'è modo di sapere se effettivamente entrambe le specie appartenessero allo stesso genere. Un altro pappagallo estinto, Palaeopsittacus, è a volte ritenuto un membro di questa famiglia, ma non è nemmeno chiaro se questo animale fosse un vero pappagallo (Dyke & Cooper 2000).